# Glasmalerei Le Vieil
Die Glasmalerei Le Vieil bestand seit dem 17. Jahrhundert in Rouen und daraus entwickelte sich eine über mehrere Generationen existierende Familiendynastie von Glasmalern. Ende des 17. Jahrhunderts kam die Familie nach Paris, wo bis 1830 die Herstellung von Bleiglasfenstern erfolgte.

## Guillaume Le Vieil (* 1676; † 21. Oktober 1731)
Guillaume Le Vieil trat 1696 in die Werkstatt von François Gaillard in Paris ein, um zu lernen. Danach heiratete er Henriette Anne Favier († 1745), die Tochter des Glasmalers Pierre Favier, bei dem er zu diesem Zeitpunkt arbeitete. Damit war der Grundstein für eine langjährige kontinuierliche Arbeit gelegt. Es wurden folgende Arbeiten in seiner Werkstatt ausgeführt: Fenster für die Kirche Notre-Dame-des-Blancs-Manteaux (Paris, 4. Arrondissement), für Jules Hardouin-Mansart arbeitete er im Invalidendom und in der Kapelle des Schlosses von Versailles. Für die Kirchen St Roch, Saint-Nicolas-du-Chardonnet (Paris, 5. Arrondissement) und St-Étienne-du-Mont fertigte er Bleiglasfenster an, von denen nur noch in der letztgenannten Kirche ein Fenster (Erziehung Mariens) erhalten geblieben ist.
Seine Söhne Pierre, Nicolas Guillaume und Jean wurden ebenfalls Glasmaler.

## Pierre Le Vieil (* 1708; † 23. Februar 1772)
Der älteste Sohn von Guillaume Le Vieil schrieb ein lange beachtetes Buch über die Glasmalerei, L'art de la peinture sur verre et de la vitrerie, das nach seinem Tod 1774 erschien.
Seinen Neffen Nicolas, ebenfalls Glasmaler, und Pierre Nicolas, den Söhnen seines Bruders Nicolas Guillaume († 1753), vererbte er sein Vermögen.

## Jean Le Vieil (* 1711; † 18. März 1796)
Jean Le Vieil war ein weiterer Sohn von Guillaume Le Vieil und arbeitete in seiner eigenen Werkstatt in der Rue du Bac. In der Kirche Saint-Pierre in Dreux wurden Fenster von ihm restauriert. Seine Söhne Louis, Jean Pierre und Jean Nicolas Guillaume führten die Familientradition der Glasmalerei fort.

## Louis Le Vieil
Louis Le Vieil, der älteste Sohn von Jean Le Vieil, erhielt bei seiner Heirat am 1. Januar 1777 die Werkstatt seines Vaters. Sein Sohn wurde später Uhrmacher in Paris.

## Jean Pierre Le Vieil
Jean Pierre Le Vieil, ebenfalls ein Sohn von Jean Le Vieil, kaufte 1796 die Werkstatt seines Bruders Louis, der sie ursprünglich vom Vater bekommen hatte.

## Jean Nicolas  Guillaume Le Vieil (* 1748; † 14. Dezember 1825)
Er besaß lange Zeit eine Glasmalerwerkstatt auf der Île de la Cité in Paris. Keiner seiner sechs Kinder führte die Familientradition fort.

## Jean Pierre Le Vieil († 19. April 1808)
Mit Jean Pierre endete die lange Tradition der Glasmalerei in der Familie Le Vieil. Er schrieb zwei Bücher: Essai sur la peinture en  mosaique, suivie d'une dissertation sur la pierre spéculaire des anciens (1768 erschienen) und Traité historique et pratique sur la peinture sur verre (Erscheinungsjahr unbekannt).